# Klinika pod kangurem
Klinika pod kangurem (ang. Out There) – serial, nakręcony w australijskiej scenerii. Serial opowiada o grupie czworga przyjaciół i o klinice dla zwierząt.

## Bohaterowie
- Reilly Evans (Douglas Smith)
- Miller McKee (Richard Wilson)
- Ellen Archer (Genevieve Hegney)
- Fiona McDaniel (Molly McCaffrey)
- Aggie Thackery (Jade Ewen)
- Tom Butler (Cody Kasch)
- Jonathan Archer (David Roberts)
- Sam McKee (Rebecca Jones)

## Opis fabuły
Do Australii przyjeżdża dwoje nastolatków: ok. 16-letni Amerykanin Reilly Evans, syn bogatego biznesmena, oraz 14-letnia Angielka, Aggie. Chłopak przeżył poważny dramat rodzinny: jego ojciec został aresztowany za finansowe oszustwa, a matka w stanie załamania nerwowego trafiła do szpitala. Jedynym wyjściem w takiej sytuacji było wysłanie Reilly’ego do ciotki Ellen Archer, która prowadzi w Australii klinikę weterynaryjną.
Dla wychowanego w luksusie, nieprzyzwyczajonego do pracy fizycznej i nie przepadającego za zwierzętami chłopaka pobyt na australijskiej prowincji i konieczność pomagania ciotce w szpitalu dla zwierząt to prawdziwy szok.
W nowym miejscu nic mu się nie podoba, wszystko go nudzi i rozczarowuje, na dodatek w domu nie ma telewizora.
Chłopaka czeka także uczęszczanie do nowej szkoły, wśród rówieśników wychowanych w Australii.
Znacznie lepiej w Australii odnajduje się Aggie, która dobrowolnie wybrała się na antypody. Nastolatka chce zostać w przyszłości weterynarzem, ma nadzieję, że pracując w klinice nabierze praktyki.
W późniejszych epizodach, Reilly wraca do USA, gdzie będzie uczęszczać do nowej szkoły z internatem. Z dotychczasowymi przyjaciółmi utrzymywać będzie kontakt drogą mailową. Jego miejsce zajmie Tom Butler, który uciekł od kłopotów rodzinnych z domu i przyjechał bez uprzedzenia do kliniki. Na miejscu pozwala mu pozostać Ellen.

## Nagrody
Serial zdobył nagrodę AFI – Australijskiego Instytutu Filmowego.

## Odcinki
Serial po raz pierwszy pojawił się w Polsce w TVP2 w 2004. W grudniu 2005 był emitowany przez ZigZap. W 2006 roku oraz od 30 lipca 2007 do 11 września 2007 serial był ponownie emitowany w TVP2.
| Nr odcinka | Opis |
| ---------- | --- |
| 1          | Reilly poznaje miejscowego chłopaka, swojego rówieśnika Millera McKeya. Ten pokazuje mu Fionę, miejscową piękność, uprzedzając, że Amerykanin nie ma u niej większych szans. Wkrótce Reilly poznaje dziewczynę osobiście, gdy Fiona przywozi do kliniki małego kangurka, którego potrącił samochód. Dr Archer udziela mu fachowej pomocy, później Fiona zabiera zwierzątko do siebie, by pod jej okiem w pełni odzyskało siły. Zafascynowany nią Reilly postanawia złożyć jej wizytę. W obecności Fiony nawet opieka nad zwierzętami zaczyna mu się podobać. Tymczasem Miller rozważa swoje szanse u wesołej, sympatycznej Aggie. |
| 2          | Aggie, która zostaje sama w klinice pod nieobecność Ellen, stawia mylną diagnozę, która o mało nie doprowadza do śmierci rasowego pieska. Reilly reaguje strachem, a czasami wręcz obrzydzeniem na zwierzęta napotykane w okolicy lub przywożone do kliniki. Kiedy jedzie z ciotką Ellen do „miasteczka”, jest kompletnie załamany przekonawszy się, że wylądował na kompletnym odludziu. Ellen usiłuje go pocieszyć, lecz nie odnosi to większego skutku. Na domiar złego, chłopak nie może znaleźć wspólnego języka z poczciwym, lecz surowym wujem Jonathanem. Nowo poznany australijski kolega, Miller, zakochuje się w Aggie, lecz ona najwyraźniej nie odwzajemnia jego uczuć. Nawet nie zauważa, że chłopak odnowił dla niej stary rower. |
| 3          | Nadchodzi początek roku szkolnego. To także pierwszy dzień w nowej szkole dla Aggie i Reilly’ego. Reilly z trudem przyzwyczaja się do noszenia mundurka, za to Aggie, jak zwykle, czuje się swobodnie w każdej sytuacji i szybko zawiera nowe znajomości. Reilly spotyka w szkole Fionę. W jej obecności wdaje się w bójkę ze szkolnym osiłkiem Bickleyem. Niestety, bicie się nie idzie mu najlepiej. Trochę obrywa, ale wykazuje się odwagą i honorem. Nawet Bickley docenia fakt, że Reilly nie poskarżył się nauczycielowi. Z uznaniem obserwuje go również Fiona, która odrzuciła awanse Bickleya. |
| 4          | Aggie bardzo angażuje się w opiekę nad rannym nietoperzem, któremu nadaje imię Carmen. Mimo że Ellen i Fiona usiłują ją przekonać, że zwierzę jest zbyt poważnie ranne, by mogło przeżyć i powinno zostać uśpione, Aggie postanawia, że będzie je pielęgnować. Doprowadza to do dalszych konfliktów z Reillym, który uważa, że nietoperze są obrzydliwe i nie powinny być trzymane w domu. Tymczasem nowo poznana koleżanka, Miranda Lee postanawia urządzić imprezę na cześć dwojga przybyszów z Ameryki i Wielkiej Brytanii. Aggie, załamana śmiercią nietoperza, zamierza zostać w domu, jednak Ellen przekonuje ją, by dołączyła do towarzystwa.                                                                                             |
| 5          | Do kliniki przychodzi starsza pani ze swoim jamnikiem. Okazuje się, że piesek ma sparaliżowane tylne łapy i nie będzie mógł chodzić. Ratunkiem byłby dla niego specjalny wózek, ale właścicielki nie stać na jego kupno. Chcąc przypodobać się Aggie, Miller postanawia sam zbudować wózek. Niestety, do konstrukcji używa kółek od nowej kosiarki taty. Jamnik może się samodzielnie poruszać, starsza pani jest szczęśliwa, ale Miller ma w domu „szlaban” na cały tydzień. |
| 6          | Fiona otrzymuje wiadomość o śmierci babci. Ku zdumieniu Aggie, nie wydaje się tym zmartwiona. Tłumaczy przyjaciółce, że nienawidziła swej babci za to, że usiłowała odebrać Fionę jej matce, twierdząc, że niesłysząca kobieta nie będzie w stanie wychować dziecka. Fiona i jej matka jadą na pogrzeb staruszki, a tymczasem Aggie i Reilly opiekują się ich zwierzyńcem. Reilly wykazuje niezwykłą pomysłowość w karmieniu małej siewki. Podczas długiej rozmowy z matką, Fiona dowiaduje się, że babcia ciężko pracowała do końca życia, by pomagać w utrzymaniu córki i wnuczki. |
| 7          | Reilly otrzymuje niespodziewanie list od ojca, który siedzi w więzieniu za malwersacje. Okazuje się, że wiedzie mu się tam całkiem nieźle, a nawet wygrał więzienny turniej tenisowy. Reilly jest rozczarowany, ponieważ chciałby, żeby ojciec przyznał się do popełnionych błędów i przeprosił rodzinę. Miller i Reilly postanawiają uczcić koniec „szlabanu” Millera. Przygnębiony listem ojca Reilly upija się piwem i ponosi niemiłe tego konsekwencje. Niespodziewanie nawiązuje się nić przyjaźni między Reillym i wujem Jonathanem, który wyznaje, że i on cierpiał w dzieciństwie z powodu wybryków swego ojca. |
| 8          | Reilly pomaga ciotce Ellen podczas „wizyty domowej” na odległej farmie. Poznaje tam starego dziwaka, który jest bardzo przywiązany do swego psa. Reilly postanawia zainspirować się tą postacią w wypracowaniu, trochę tylko zmienia fakty. Wypracowanie budzi uznanie nauczyciela i podziw koleżanek, lecz Reilly ma wyrzuty sumienia wobec swego „literackiego pierwowzoru”. Kiedy zdycha pies staruszka, Reilly postanawia sprawić mężczyźnie oryginalną niespodziankę. |
| 9          | Aggie zrywa z Peterem, kiedy odkrywa, że nie ma on zamiaru sprzeciwiać się rasistowskim poglądom swych rodziców. Reilly zaczyna doceniać wszechstronne kompetencje Aggie. Okazuje też zrozumienie dla jej perypetii sercowych, co sprawia, że nawiązuje się między nimi przyjaźń. Tymczasem Fiona musi zaopiekować się osieroconym wombatem i nie może pójść z Reillym do kina. |
| 10         | Aggie postanawia zrobić coś sprzecznego z własną naturą i „urywa się” ze szkoły. Na domiar złego, zabiera z sobą Fionę. Dowiadują się o tym chłopcy i oni również idą na wagary. Tymczasem wybucha pożar w pobliskim buszu. Dzieciaki postanawiają wrócić do kliniki i pomóc w ratowaniu zwierząt, chociaż oznacza to przyznanie się do wagarów. |
| 11         | W miasteczku Wollemi odbywa się doroczny jarmark. Jonathan proponuje Reilly’emu, żeby jako ojciec i syn wzięli udział w konkursie piłowania. Reilly jest szczęśliwy, ponieważ brakowało mu silnej ojcowskiej ręki i męskiego wsparcia. Na jarmarku Miller przedstawia swoją teorię podrywu, która jednak zupełnie się nie sprawdza. |
| 12         | Reilly i Fiona znajdują trzy porzucone koźlęta. Fiona od razu stwierdza, że nie poradzi sobie z opieką nad nimi i proponuje oddać je znajomemu farmerowi. Reilly postanawia je przygarnąć, lecz po paru nieprzespanych nocach musi przyznać rację Fionie. Ojciec Millera chce poznać jego dziewczynę, Mirandę, i zaprasza ją na kolację. Miller obawia się konfrontacji, jednak Miranda świetnie dogaduje się z panem McKee. |
| 13         | Ellen i Jonathan postanawiają uczcić rocznicę ślubu. Tylko we dwoje jadą na weekend do Sydney. Dzieciaki zostają same na gospodarstwie. Początkowo panuje spokój. Kłopoty zaczynają się, gdy okazuje się, że kucyk Fiony, „Tadpole”, jest poważnie chory. Zaalarmowana Ellen kieruje przez telefon akcją ratunkową. Na szczęście zagrożenie szybko mija. Akcja kończy się pomyślnie dzięki umiejętnościom Aggie i przytomności umysłu Millera. Reilly dostaje wiadomość, że może już wracać do domu. |
| 14         | Aggie, Miller i Fiona usiłują przyzwyczaić się do życia bez Reilly’ego. Miller najbardziej przeżywa wyjazd przyjaciela. Reilly przesyła im maile z informacjami o swoim życiu w szkole z internatem, w której nie jest mu tak źle, jak przypuszczał. Aggie postanawia wstąpić do drużyny netballowej, jednak trudno jej pogodzić treningi z obowiązkami w klinice. Ellen postanawia zaprosić drugiego stażystę – Toma. |
| 15         | Tom Butler, nowy praktykant, powoli przyzwyczaja się do obcego otoczenia, Aggie zaczyna jednak podejrzewać, że nie powiedział o sobie całej prawdy. Wykorzystując swoją biegłość w posługiwaniu się internetem, Miller postanawia sprawdzić kim naprawdę jest Tom. Kiedy dochodzi do konfrontacji, Tom przyznaje, że jego rodzice się rozwiedli i żadne z nich nie chciało się nim opiekować. Ellen i Jonathan pozwalają mu zostać. |
| 16         | Aggie postanawia zapoznać Toma z regulaminem pracy w klinice. Sama jednak zapomina o podstawowych zasadach i zostawia otwartą bramę. Na skutki jej niedbalstwa nie trzeba długo czekać. Ucieka koń, którym miała się opiekować. Podczas gdy Aggie szuka wszędzie zwierzęcia, Tom i Miller zabawiają rozmową jego właścicielkę. Okazuje się, że jest nią gwiazda filmów przygodowych, a Miller jest jej gorącym wielbicielem. Poszukiwania kończą się sukcesem. Tom łapie zbiegłego konia na lasso. |
| 17         | Miller, Tom i Aggie postanawiają wspólnie przygotować pracę semestralną na temat instynktów u zwierząt. Udaje im się uzyskać zgodę nauczyciela, by przedstawili ją w postaci filmu wideo. Okazuje się, że nie jest to wcale takie łatwe, jak przypuszczali i trójka przyjaciół musi się sporo napracować. Ku ich rozczarowaniu, nauczyciel nie wykazuje poczucia humoru i czuje się urażony formą filmu. Nie zalicza uczniom pracy, a kasetę z filmem konfiskuje i zamyka w szufladzie. |
| 18         | Miller czuje się szykanowany przez nauczyciela i postanawia umieścić kopię zarekwirowanego filmu w internecie. To tylko pogarsza sprawę i trójka przyjaciół staje przed obliczem dyrektora. Miller zostaje zawieszony, lecz Tom solidarnie przyznaje się, że on również zawinił. Kiedy Jonathan dowiaduje się o tym, osobiście ogląda film i dochodzi do wniosku, że dzieciaki wykonały pracę zgodnie z planem zatwierdzonym przez nauczyciela. |
| 19         | Po kłótni z ojcem Miller postanawia zamieszkać w starej szopie. Jego siostra, Sam, przynosi mu z domu jedzenie za cichym przyzwoleniem ojca. Pewnego dnia w okolicy pojawia się bezpański pies. Miller postanawia przygarnąć przybłędę. Zabiera zwierzaka do kliniki, by Ellen go zbadała. Tymczasem Tom pomaga Jonathanowi w pracy. Budując dodatkowy pokój w domu Alice, obaj poznają jej trzech braci. Całkiem nieoczekiwanie okazuje się, że Jonathan, Tom i Alice grają w piłkę nożną lepiej niż bracia. |
| 20         | Pomocy w klinice szuka Gregor, który zjawia się tam z nieprzytomnym psem. Okazuje się, że jego ulubieniec Harley został potrącony przez samochód. Mimo natychmiastowej interwencji, psa nie udaje się uratować. Aggie przekazuje złą wiadomość Gregorowi, który bardzo to przeżywa. Nie potrafi ukryć smutku. Aggie próbuje podtrzymać go na duchu, co zbliża ich do siebie. Fiona wraca z Melbourne i dowiaduje się o kłótni Millera z ojcem. Alice, Fiona i Tom postanawiają pomóc Millerowi w remoncie jego tymczasowego „domu”. |
| 21         | Miller postanawia założyć zespół muzyczny. Najpierw zaprasza do współpracy znajomych metalowców, wkrótce jednak dochodzi do wniosku, że nie jest to jego ulubiony rodzaj muzyki. Najlepiej gra mu się z właścicielem stacji benzynowej, Jerrym, i jego kolegami, którzy – podobnie jak on – nie lubią metalu. Tymczasem Fiona i Tom wyruszają na poszukiwanie rannego lisa. Tom znajduje zwierzę i po raz pierwszy asystuje przy zszywaniu rany. |
| 22         | W Wollemi ma się odbyć potańcówka, na której będą grać Miller i jego zespół. Pojawia się szkolny rozrabiaka Bickley, który chce doprowadzić do bójki z Tomem. W porę interweniują trzej bracia Alice. Aggie zrywa z Gregorem. Występ Millera i jego zespołu kończy się wielkim sukcesem. |
| 23         | Podczas treningu, Alice wyznaje Aggie, że zakochała się w Millerze. Niestety, Miller jest przekonany, że nie jest dla niej odpowiednim chłopakiem. Zdesperowana Alice nie może skupić się na grze i szkolna drużyna traci punkty podczas turnieju. Ellen ma w klinice dzień otwarty. Oznacza to, że może spodziewać się wielu pacjentów. Po raz kolejny Tom dobrze sprawdza się w roli praktykanta. |
| 24         | Tom i Miller pomagają ojcu Millera, Colinowi, zbudować zagrodę dla koni na terenie posiadłości bogatych sąsiadów. Kiedy Colin odjeżdża, chłopcy nawiązują znajomość z mieszkającymi tam dziewczynami. Po zakończonej pracy Tom i Miller zostają zaproszeni na basen. Ich wypoczynek przerywa przybycie Colina, który ostro strofuje Millera. Tom staje w obronie przyjaciela i uświadamia Colinowi, że traktuje syna zbyt surowo. |
| 25         | Zbliża się Boże Narodzenie i Aggie postanawia urządzić przyjęcie na plaży, aby pokazać przyjaciołom, jak obchodzi się święta w jej rodzinnym domu. Wszystko jest już przygotowane – Aggie i Jonathan jadą tam wcześniej, by ustawić namiot i choinkę. Ellen ma właśnie wyruszyć drugim samochodem z Tomem, Millerem i Fioną, gdy okazuje się, że pies Millera, Hendrix, został przypadkiem postrzelony przez myśliwego. Ellen usuwa kulę, lecz pies jest nieprzytomny i trzeba go przewieźć do szpitala. Po wielu perypetiach wszyscy docierają na miejsce, by zjeść świąteczny posiłek w rodzinnej atmosferze. |